# Ariberto (kardynał S. Anastasia)
Ariberto (zm. 1156) – kardynał-prezbiter S. Anastasia, mianowany przez Celestyna II w grudniu 1143. Podpisywał bulle papieskie między 23 grudnia 1143 a 25 stycznia 1156. Przez wiele lat działał jako legat i wikariusz papieski w Lombardii.